# Erika Fisch
Erika Fisch (Hannover, Alemania Nazi, 29 de abril de 1934 - Hannover, Alemania, 9 de noviembre de 2021) fue una atleta y velocista alemana especialista en la prueba de 4 × 100 m, en la que consiguió ser subcampeona europea en 1962.

## Carrera deportiva
En el Campeonato Europeo de Atletismo de 1962 ganó la medalla de plata en los relevos 4x100 metros, con un tiempo de 44.6 segundos, llegando a meta tras Polonia y por delante de Reino Unido. Además ganó la medalla de bronce en los 80 m vallas, con un tiempo de 10.6 segundos, llegando a meta tras la polaca Teresa Ciepły, la también alemana Karin Balzer y empatada con otra polaca Maria Piątkowska.